# ナース井手
ナース井手（なーすいで、1965年6月30日 - 本名（旧姓）：井手 リエ子）は日本の元タレント。1994年頃からは井手 えりとして活動。
血液型O型。ナース井手としての活動時は、シモンズプロに在籍。

## 来歴・人物
出身地は諸説あり、井手えり名義での活動時は兵庫県神戸市としていたが、ナース井手名義での活動時は神奈川県とするプロフィールもあった。
1986年に結婚後上京。フジテレビ系の深夜番組『オールナイトフジ』の司会で人気を博した。芸名を命名したのは同番組の司会者だった片岡鶴太郎で、由来は准看護師の資格を持っているため。
1980年代末からはテレビレポーター、ラジオパーソナリティとして活動、特に『夜はキラキラ寺チャンネル』（文化放送）では関西弁を交えたマシンガントークで人気を博した。
その後離婚に伴い、名前を井手 えりと変えて活動していたが、再婚に伴い芸能界を引退した。

## 主な出演

### テレビ
- 週刊テレビ広辞苑
- 探偵!ナイトスクープ
- ドラマチック22『診察室はレモン色』
- ドラマ23『オレンジ色の診察室』

### ラジオ
- 夜はキラキラ寺チャンネル　（1989年10月 - 1991年9月、文化放送）
- 日野ミッドナイトグラフィティ 走れ!歌謡曲　（文化放送）
- 邦丸・ナースのラジオ横丁一番地　（1991年10月 - 1992年10月、文化放送）
- 吉田照美のやる気MANMAN!　（1993年 - 1994年、文化放送）
- 寺島・ナースの爆発120分　（1993年10月 - 1994年3月、文化放送）
- 井手えりのGIRIGIRIウィークエンド　（1995年10月7日 - 1996年9月28日、FM長野）

### ビデオ（主演）
- ナース井手のハネムーンくりにっく 今夜もサイコー　（1988年、J.V.D.）
- ナース井手のにゃんにゃんレポート　（1988年2月1日、アイビック）
- ザ・エロビジョンスペシャル　ナース井手の情事主義　（1989年5月21日、EVE）
- 麗人 白衣淫婦　（1989年、パワースポーツ）

### ビデオ（助演）
- オレンジ色の診察室 白衣のSEXカウンセラー　（1989年、パック・イン・ビデオ）
- 童貞物語5 Only Youと呼ばれたい　（1990年2月25日、バンダイビジュアル）

### ビデオ（その他）
- 月刊ディザイアークラブ 6月号　（1989年6月15日、BETTY）
- バナナ VOL.2　（1990年7月14日、英知出版）

## 写真集
- 麗人　（1989年9月25日発行、長内昌利撮影、ビックマン）

## CDシングル
- いつもの笑顔の君でいて c/w 22時のWRONG NUMBER　（1991年10月21日、センチュリー）[4]